# Stranska vas pri Semiču
Stranska vas pri Semiču este o localitate din comuna Semič, Slovenia, cu o populație de 65 de locuitori.